# Dvorec Waddesdon
Dvorec Waddesdon je podeželska hiša v vasi Waddesdon v Buckinghamshiru v Angliji. Je v lasti National Trusta in ga upravlja Fundacija Rothschild, zato je ena najbolj obiskanih nepremičnin National Trusta z več kot 463.000 obiskovalci v letu 2019.
Dvorec je bil zgrajen v večinoma neorenesančnem slogu, ki posnema posamezne značilnosti več francoskih dvorcev, med letoma 1874 in 1889 za barona Ferdinanda de Rothschilda (1839–1898) kot vikend rezidenca za zabavo in za namestitev njegove zbirke umetnosti in starin. Ko sta dvorec in posestvo prešla skozi tri generacije družine Rothschild, se je vsebina hiše razširila in postala ena najbolj redkih in dragocenih zbirk na svetu. Leta 1957 je James de Rothschild zapustil hišo in njeno vsebino National Trustu, s čimer je odprl hišo in vrtove v korist širše javnosti. Nenavadno za lastnino nacionalnega sklada hišo upravlja družina Jamesa Rothschilda, donatorja. Fundacija Rothschild, ki ji predseduje Jacob Rothschild, 4. baron Rothschild do njegove smrti februarja 2024, deluje kot skrbnik in še naprej vlaga v nepremičnino.

## Zgodovina

### 1874–1898
Leta 1874 je baron Ferdinand de Rothschild kupil kmetijsko posest Waddesdon od vojvode Marlborougha z denarjem, ki ga je podedoval njegov oče Anselm. Rothschild je poznal posestvo iz lova na lisice v okolici. Ob nakupu posestvo ni imelo hiše, parka ali vrta. Mesto bodočega dvorca je bil goli hrib. Znan kot Lodge Hill, je obubožani vojvoda Marlborough pred prodajo odstranil les. V naslednjih treh letih so vrh hriba zravnali; končno je bil 18. avgusta 1877 položen temeljni kamen.
Prva hišna zabava je bila organizirana maja 1880 s sedmimi Rothschildovimi tesnimi moškimi prijatelji, ki so uživali v ognjemetu. Ko je bila glavna hiša leta 1883 končno pripravljena, je Rothschild povabil 20 gostov, da ostanejo. Pred svojo prezgodnjo smrtjo leta 1898 je Rothschild med vikendi med majem in septembrom gostil številne pomembne goste, med njimi tudi bodočega kralja Edvarda VII. Na hišnih zabavah je bilo običajno od 14 do 20 gostov.
Gostje so komentirali raven luksuznih storitev, ki jih zagotavlja osebje. Leta 1890 je kraljica Viktorija Britanska nenavadno zaprosila za obisk. Navdušena je bila nad lepoto hiše in okolice ter nad Rothschildovo sposobnostjo tihega upravljanja dnevnih dogodkov. Presenetile so jo na novo nameščene električne luči, oblikovane tako, da so bile videti kot sveče v lestencih, in poročajo, da je prosila, naj sobo zatemnijo, da bi bila v celoti priča učinku.

### 1898–1957
Ko je leta 1898 umrl baron Ferdinand, je hiša prešla v last njegove sestre Alice de Rothschild. Videla je Waddesdon kot spomin na svojega brata in se je zavezala, da ga bo ohranila. Zbirki je dodala pomembne predmete, zlasti pohištvo in preproge s francoskim kraljevim poreklom, meissenski porcelan, tekstil in oklep.
Po smrti Alice de Rothschild leta 1922 so premoženje in zbirke prešli na njenega francoskega pranečaka Jamesa A. Jimmyja de Rothschilda, ki je bil poročen z Angležinjo Dorothy Pinto. James je graščino dodatno obogatil s predmeti iz zbirk svojega pokojnega očeta barona Edmonda Jamesa de Rothschilda iz Pariza.
James in Dorothy sta gostila shod Liberalne stranke v Waddesdonu leta 1928, kjer je David Lloyd George nagovoril množico. Med drugo svetovno vojno so bili otroci, mlajši od pet let, evakuirani iz Croydona in so živeli v Waddesdon Manorju, edini čas, ko so otroci živeli v hiši. James in Dorothy sta prav tako zagotovila azil skupini judovskih dečkov iz Frankfurta v Waddesdonu.

### 1957–1997
Ko je James de Rothschild leta 1957 umrl, je dvorec Waddesdon, 49 ha zemljišča in njegovo vsebino zapustil Nacionalnemu skladu, da bi ga ohranili zanamcem. Dorothy se je preselila v bližnji Eythrope in dvorec ni bil nikoli več uporabljen kot rezidenca. Za javnost so ga odprli leta 1959, v prvem letu pa ga je obiskalo okoli 27.000 obiskovalcev. Dorothy je predsedovala novemu upravnemu odboru v tesnem sodelovanju z Nacionalnim skladom in se do konca svojega dolgega življenja močno zanimala za Waddesdona.
Ob Dorothyjini smrti leta 1989 je njen položaj in odgovornosti podedoval njen nečak Jacob Rothschild. Na njegovo pobudo je bil dvorec med letoma 1990 in 1997 obsežno prenovljen, zanimivosti za obiskovalce pa so bile povečane, vključno z ustanovitvijo vinskih kleti Waddesdon.

### 1997–2019
Do svoje smrti februarja 2024 je Jacob Rothschild predsedoval družinski dobrodelni ustanovi, ki je skrbela za Waddesdonovo upravljanje, Fundaciji Rothschild. Waddesdon Manor deluje kot neodvisna organizacija v okviru National Trusta.
Od leta 2004 do 2006 sta bila Baronova soba in Zeleni budoar obnovljena, da odražata prvotne ureditve barona Ferdinanda. Leta 2003 je prišlo do vloma, v katerega je bila vpletena tolpa Johnson Gang, ko je bilo iz zbirke ukradenih približno 100 zlatih njuhalk in drugih predmetov, zaradi česar so bili uvedeni novi varnostni ukrepi.  Leta 2021 je bila na dražbi identificirana ena majhna škatla s sladkarijami iz te kraje in vrnjena v Waddesdon.
Od leta 2004 poteka razstavni program. Pomembne razstave vključujejo Lod Mosaic leta 2014. Waddesdon je bil eno od prizorišč, kjer so slavili delo Henryja Moora leta 2015 in Eliota Hodgkina leta 2019.
Fundacija Rothschild je pridobila nova umetniška dela za dopolnitev obstoječih zbirk v Waddesdonu, kot je Le Faiseur de Châteaux de Cartes Jean-Baptiste-Siméona Chardina, dodana leta 2007.
Obstaja tudi program sodelovanja s sodobnimi umetniki, začenši z Angusom Fairhurstom, ki ga je leta 2009 zastopal Arnolfini. Dela so bila postavljena v bližini dvorca in na širšem posestvu, vključno z Richardom Longom, Sarah Lucas. Leta 2012 je Christie's izbral dvorec za razstavo skulptur vodilnih sodobnih umetnikov.
Med letoma 2013 in 2017 je imel Bruce Munro rezidenco v dvorcu Waddesdon, začenši z glasbeno in svetlobno skladbo Cantus Arcticus v galeriji Coach House leta 2013. Winter Light (2013) s svojimi značilnimi strukturami tipa wigwam v vrtovih dvorca, je bila Munrova prva samostojna razstava njegovih velikih del; Winter Light se je vrnila v letih 2016–2017. Leta 2014 je Munro razvil svoje stroke podobne strukture in dodal elemente jezika v Snow Code, prikazanem v Manorju. Na ...---...SOS, Munrovi zimski razstavi 2015–2016, so bili šotori osvetljeni v skladu z zvokom kot odgovor na slike pomoči ob nesrečah.
Leta 2012 je Edmund de Waal razstavil svoja dela v dvorcu in tako ustvaril dialog med svojim delom in zgodovinsko notranjostjo. Leta 2015 je bila umetnica Joana Vasconcelos naročena za postavitev dveh skulptur z naslovom Lafite pred graščino. Leta 2016 je Kate Malone razstavila zbirko novih del, ki so jih navdihnili ljudje, vrtovi, zbirke in arhiv. Dva portretna lonca barona Ferdinanda in Alice de Rothschild, delo Malona, ostajata na ogled v dvorcu.

## Arhitektura
Pred gradnjo dvorca Waddesdon na tem mestu ni bilo nobene hiše. Ferdinand de Rothschild je želel hišo v slogu velikih renesančnih dvorcev v dolini Loare. Ferdinand je za svojega arhitekta izbral Gabriel-Hippolyte Destailleurja. Destailleur je že imel izkušnje z delom v tem slogu, saj je nadziral obnovo številnih dvorcev v tej regiji, zlasti dvorca Château de Mouchy.
Z Destailleurjevo vizijo je Waddesdon utelesil eklektičen slog, ki temelji na dvorcih, ki jih je tako občudoval njegov pokrovitelj, baron Ferdinand. Stolpi v Waddesdonu so temeljili na stolpih iz Château de Maintenon, dvojna stopniščna stolpa na severni fasadi pa sta bila navdihnjena s stopniščnim stolpom v Château de Chambord. Vendar pa so bila po temi neprimerljivega razkošja v Waddesdonu okna stolpov v Waddesdonu zastekljena, za razliko od tistih na stopnišču v Chambordu. So tudi veliko bolj okrašena.
Strukturna zasnova Waddesdona ni bila povsem retrospektivna. Očem skrite so bile najsodobnejše inovacije poznega 19. stoletja, vključno z jeklenim okvirjem, ki je prevzel obremenitev sten v zgornjih nadstropjih in je posledično omogočil, da se je postavitev teh nadstropij popolnoma razlikovala od spodnjih nadstropij. Hiša je imela tudi toplo in hladno tekočo vodo v kopalnicah, centralno ogrevanje in električni zvonec, ki je priklical številne služabnike. Gradbeni izvajalec je bil Edward Conder & Son.
Po dokončanju dvorca leta 1883 se je Ferdinand hitro odločil, da je premajhen, kot je napovedal njegov arhitekt. Samsko krilo na vzhodu je bilo podaljšano po letu 1885, Jutranja soba, zgrajena v poznogotskem slogu, pa je bila dodana na zahodu po letu 1888. Hlevi zahodno od graščine so bili zgrajeni leta 1884. Ferdinand in njegov konjušnik sta oblikovala načrt v sodelovanju s Conderjem. Destailleur je zasnoval fasade v francoskem slogu 17. stoletja.

### Vinske kleti
Vinske kleti v dvorcu so bile ustvarjene med obnovo ob stoletnici in odprte leta 1994. Zgledujejo se po zasebnih kleteh v Château Lafite Rothschild. V kleteh je shranjenih več kot 15.000 steklenic, starih približno 150 let, večina iz posesti Château Lafite Rothschild in Château Mouton Rothschild. Gre za največjo zasebno zbirko Rothschildovih vin na svetu. Obstajajo tudi vinske etikete, ki so jih oblikovali umetniki, kot sta Salvador Dalí in Andy Warhol.

## Zbirke
Ko je bil njegov dvorec dokončan, je baron Ferdinand postavil svoje obsežne zbirke angleških portretov iz 18. stoletja umetnikov, kot sta Gainsborough in Reynolds, pa tudi francoske boiseries iz 18. stoletja, Savonnerijske preproge, tapiserije proizvajalcev Gobelins in Beauvais, pohištvo, keramiko Sèvres, knjige, nizozemske slike in renesančne dragocenosti.
Dela so bila pridobljena zaradi izjemne kakovosti in dobrega porekla, zlasti tista, ki so pripadala francoskim kraljevim družinam Ancien Régime. Eden od vrhuncev zbirke je izjemen glasbeni avtomatski slon iz leta 1774, ki ga je izdelal francoski urar H Martinet.
Od desetih ohranjenih primerov posode iz Sèvresa v obliki ladje iz 1760-ih so tri v Waddesdonu, vključno z enim z zelo redkim prizorom bitke, povezane s sedemletno vojno.
V 1890-ih se je baron Ferdinand osredotočil na renesančno zbirko za svoj mali muzej v Novi kadilnici. Ta zbirka je bila zapuščena Britanskemu muzeju in je zdaj znana kot Waddesdon Bequest.
Notranjost dvorca Waddesdon je bila fotografirana leta 1897 za zasebno izdano Rdečo knjigo barona Ferdinanda.
Poznejši člani družine so dodali znane zbirke slik, limoneškega emajla, orožja in oklepov, majolike, rokopisov, grafik in risb.
Waddesdonovo mednarodno znano zbirko so torej oblikovali predvsem štirje člani družine Rothschild: baron Ferdinand (1839–1898), njegova sestra Alice de Rothschild (1847–1922), njun bratranec Edmond James de Rothschild (1845–1934) in Jacob Rothschild, 4. baron Rothschild (1936–2024).
- Vinske kleti
- Ura na podstavku, pripisana André-Charlesu Boulleju, mehanizem Georgea Grahama, 1720–1725
- Avtomat slona v vzhodni galeriji
- Siva soba kartonov s finimi francoskimi opaži iz 18. stoletja in vaza v obliki ladje iz Sèvresa
- Obnovljena kadilnica z renesančnimi zakladi

## Vrtovi
Baron Ferdinand je želel vrt za zabavo svojih gostov med hišnimi zabavami ob koncu tedna. Za izdelavo vrtov je bila izvedena obsežna krajinska ureditev hriba, vključno z izravnavo vrha hriba. Vrtove in krajinski park je uredil francoski krajinski arhitekt Elie Lainé. Odrasla drevesa so poskušali presaditi s kloroformiranjem njihovih korenin, da bi omejili šok. Medtem ko je bila ta nova ideja neuspešna, je bilo veliko zelo velikih dreves uspešno presajenih. Zasajene so bile dovršene cvetlične grede, osredotočene na južni parter. James Pulham je ustvaril več umetnih kamnitih formacij, vključno z nastanitvijo gorskih koz in lam, ki so del Ferdinandovega živalskega vrta. Vsega skupaj je izdelava njegovega vrta stala 153.000 funtov, kar (glede na povprečne plače takrat in leta 2015) ustreza 68,8 milijona funtov.
Po bratovi smrti je Alice prinesla skrb za svoj vrt v Eythropu v Waddesdon. Alice je bila navdušena vrtnarka z dobrim razumevanjem rož in rastlin; pogosto je hodila naokoli in plela po poteh. S svojim glavnim vrtnarjem Georgeom Frederickom Johnsonom, ki je delal v Waddesdonu od leta 1905 do 1954, je Alice gojila rože za tekmovanja. Alice je bila odgovorna za uvedbo tridimenzionalne grede v obliki ptice, ki je danes poustvarjena v vrtovih.
Pod Jamesom so bili vrtovi manj impresivni. Južni parter je bil zatravljen v 1930-ih. Ponovno je bil zasajen z rožami ob odprtju hiše v okviru National Trust leta 1959.
Kot del obnove iz 1990-ih je Beth Rothschild vodila ekipo, ki je ponovno uvedla Ferdinandovo barvno shemo dreves, grmovnic in talnih rastlin. zasaditev je zdaj zasnovana na računalniku, kar omogoča hitro namestitev shem. Vzorci se vsako leto spremenijo, da odražajo različne teme.
Vrtovi so navedeni v I. razredu zaščite v registru zgodovinskih parkov in vrtov.

## Galerija
- Arhitekturni detajl nad glavnimi vrati
- Zahodni stopniščni stolp, eden od dveh enakih stolpov, ki obkrožata vhod
- Jedilnica
- Parter
- Salon v stolpu
- Rolltop desk iz 1777–1781 verjetno narejen za Pierra Beaumarchaisa
- Jean-Siméon Chardin, Le Faiseur de Châteaux de Cartes, 1735
- Pisalna miza, ki jo je za Marie-Antoinette izdelal Jean-Henri Riesener, 1780–1785
- 3 od le 10 originalnih ohranjenih primerkov vaze s potpurijem iz Sèvresa v obliki ladje, 1760.
- Južni vodnjak
- Emma Hart, Lady Hamilton kot Kirka, George Romney, 1782
- David Garrick Between Tragedy and Comedy, 1761, Joshua Reynolds
- Thaïs, 1781, Joshua Reynolds, po modelu kurtizane Emily Warren
- Slon glasbeni avtomat Huberta Martineta, London, 1768–1772, bron s pozlačenim in patiniranim bronom, oljna barva, pasta, biser, steklo